# Sterrhopterix fuscella
Sterrhopterix fuscella är en fjärilsart som beskrevs av Johann Wilhelm Meigen 1832. Sterrhopterix fuscella ingår i släktet Sterrhopterix och familjen säckspinnare. Inga underarter finns listade i Catalogue of Life.